# Pierre-Jacques Saint-Geniès
Pour les articles homonymes, voir Saint-Geniès.
 (juin 2009).
Si vous disposez d'ouvrages ou d'articles de référence ou si vous connaissez des sites web de qualité traitant du thème abordé ici, merci de compléter l'article en donnant les références utiles à sa vérifiabilité et en les liant à la section « Notes et références ».
Pierre-Jacques de Saint-Geniès est un officier français, né à Montauban, le 6 octobre 1783, mort à Paris le 26 décembre 1850.

## Famille
Il est le fils d'Antoinette Maire (ou Marrou) et de Jean Saint-Geniès, alias « Aîné Saint-Geniès », tous deux protestants, dont la liaison adultérine est notoire. De cette union naîtront trois autres enfants : un frère aîné, Michel, futur sous-préfet et deux jeunes sœurs, Marie et Jeanne. Riche négociant (il spécule sur le prix des matières premières des fournitures des fabricants de textiles), le père est un futur maire jacobin de Montauban et un futur secrétaire général de la préfecture de Tarn-et-Garonne. En 1793, il divorce et épouse la mère de ses quatre enfants bientôt légitimés.
Un cousin du père, Cadet Saint-Geniès, a adopté le fils de sa maîtresse, futur officier de cavalerie qui passera dans l'histoire sous le nom de Jean Marie Noël Delisle de Falcon de Saint-Geniès.

## Carrière militaire

### Le Consulat et l'Empire

#### Début de carrière
Le 2 mars 1804, Pierre-Jacques entre au 19e régiment de dragons dont l'officier en second, cousin à la mode de Montauban, lui met le pied à l'étrier. Le rôle du régiment détaille : « 1,70 m — visage ovale, yeux bruns, bouche petite, nez bien fait, front haut, cheveux et sourcils châtains, menton à fossettes. » Le 6 mai 1804, le jeune pistonné est nommé brigadier ; le 19e dragons appartient alors à l'Armée des côtes de l'Océan. Le 9 juillet 1805, Pierre-Jacques est nommé maréchal des logis. Ses états de service ne mentionnent pas la campagne de 1805.

#### Campagne de Prusse (septembre - novembre 1806)
Après la bataille d'Iéna, où le 19e dragons est en couverture, la 4e division de dragons poursuit les troupes prussiennes. Le 19e dragons s'illustre à Nordhausen (17 octobre) et à Lübeck (7 novembre). À la suite de celle-ci, Blücher capitule près de Schwartau. La 4e division de dragons escorte les 53 escadrons de la cavalerie ennemie jusqu'à Berlin où le régiment est passé en revue par l'Empereur.

#### Campagne de Pologne (janvier - août 1807)
Le 19 janvier 1807, un escadron du 19e dragons étrille un escadron de dragons prussiens qu'il talonne jusqu'à Holland. Cet épisode a les honneurs du 54e Bulletin de la Grande Armée. Le 25 janvier a lieu la bataille de Morhungen qui vaut au 19e dragons les honneurs du 55e Bulletin. Le régiment prend ensuite ses quartiers à Holland (mars-avril-mai). Pierre-Jacques est nommé sous-lieutenant le 3 mars et est envoyé à l'École d'équitation de Versailles. Le 14 juin, après Friedland, 25 dragons du régiment sont proposés pour la croix. Pierre-Jacques reçoit la sienne le 1er octobre.

#### Guerre d'Espagne
Pendant la première campagne de Portugal, le régiment participe à la prise de Madrid et à la bataille de La Corogne (16 janvier 1809), se bat à Morentase (17 février 1809), passe de Saint-Jacques à Orense puis à Chaves au Portugal et se bat à Vallatza. Pierre-Jacques est officier à la compagnie d'élite. Le 20 mars 1809, pendant une liaison, il prend une balle dans le bras dans le village insurgé de Perrafelo, puis, le 12 mai, il a un cheval tué sous lui au combat d'Amarante avant que le régiment ne serve, le 28 juillet, à Talavera en Espagne.
Le 7 mars 1810, Pierre-Jacques est nommé lieutenant au choix et le 11 juillet il fait 180 prisonniers avec ses 40 dragons. Le 19e dragons participe aux combats de Peneranda (1er juin 1810) et d'Alcocer (10 juillet 1810) avant de s'illustrer le 13 août au passage du Tage (bataille d'El Puente Del Arzobispo) et de se joindre aux combats de Belmonte (13 décembre 1810).
À la prise de la ville espagnole de Cuenca (avril 1811), le colonel baron de Saint-Geniès fait tant et si bien qu'il est promu général de brigade. Désigné par l'empereur au commandement de la 7e brigade de cavalerie légère (11e et 12e chasseurs), il prend pour aide de camp Pierre-Jacques Saint-Geniès.

#### Campagne de Russie
Pierre-Jacques est aide-de-camp de son protecteur qui commande la 7e brigade de cavalerie légère. Les 17 et 18 juillet, après la cuisante escarmouche de Drouïa, Murat l'envoie accompagner son propre aide-de-camp qui fait passer au général prisonnier sa voiture, ses domestiques et deux cents louis. Pris sous l'aile du comte Belliard, chef d'état-major de Murat, Pierre-Jacques se distingue le 24 juillet en chargeant un carré russe pendant le combat de Kukoviacki. Fait prisonnier, un grand coup de sabre sur la tête, Pierre-Jacques s'évade un jour après.
Pendant la retraite, il fait partie de l'Escadron sacré.

#### Au2erégimentde gardes d'honneur
Le 12 août 1813, au début de la campagne de Saxe, Pierre-Jacques est affecté au 2e régiment de gardes d’honneur de la Garde impériale et le 21, il prend le commandement d'une compagnie. La compagnie est à Dresde (26-27 août), à Hanau (30 octobre) où Pierre-Jacques est proposé pour la Légion d'honneur et à Mayence (2 novembre).
Le régiment est assiégé à Mayence où sévit le typhus. Capitaine adjudant-major, Pierre-Jacques, un des rares à avoir suivi tous les pelotons, est chef instructeur. À la suite du traité de Paris, l'armée française évacue la ville le 4 mai 1814.
Le 22 juillet, le 2e gardes d'honneurs est licencié.

### Restauration - Cent-Jours - Restauration

#### 1reRestauration
Cependant, Pierre-Jacques ne reste pas sans affectation. Le 2 août 1814 il est fait chevalier de Saint-Louis et le 12, il est promu sous-lieutenant, sous-aide major de la 2e compagnie de mousquetaires de la garde du roi et major de cavalerie.
Le 17 août il réalise un riche mariage avec Marie-Émilie de Cappadoce-Perreira et le 17 novembre il est fait officier de la Légion d'honneur.

#### Cent-Jours
En tant que mousquetaire noir, Pierre-Jacques suit le roi à Gand. Le 15 juin 1815, il est promu lieutenant de mousquetaires et colonel de cavalerie.

#### 2eRestauration
Le 27 septembre 1815, le colonel est nommé chef de corps des dragons du Rhône. Le 19 mars 1817, il est fait baron héréditaire par le roi Louis XVIII.

### Charles X - Guerre d'Espagne -8edragons
Saint-Geniès commande le régiment des dragons du Rhône (8e régiment de dragons) pendant l'expédition d'Espagne. À l'occasion du siège de Cadix, il montre son savoir-faire. 
Le 1er janvier 1826, licenciés par Jean Marie Noël Delisle de Falcon de Saint-Geniès, inspecteur de la cavalerie, les dragons du Rhône sont réorganisés en 8e régiment de cuirassiers mais le 19 avril 1826, Pierre-Jacques de Saint-Geniès devient chef de corps du 2e régiment de cuirassiers de la garde.

### Louis-Philippe
Le 11 août 1830, il est fait maréchal de camp (général de brigade) en solde de congé. Pierre-Jacques en appelle à Soult, ministre de la guerre, qu'il avait approché en Espagne jeune lieutenant du 19e dragons. En vain. Le 25 mai 1832, le maréchal de camp est admis dans le corps de réserve de l'état. Le 1er novembre 1840, il est fait commandeur de la Légion d'honneur.
Il est à Vernou-sur-Brenne le 28 mai 1839 quand meurt son mentor, le général Jean-Marie Noël Delisle de Falcon de Saint-Geniès.

### IIerépublique
Dès le 28 février 1848, Pierre-Jacques tente vainement sa chance auprès du nouveau régime et le 8 juin 1848, définitivement évincé, il prend sa retraite.

## Mort de Pierre-Jacques de Saint-Geniès
Le 25 décembre 1850, vers minuit, Pierre-Jacques de Saint-Geniès meurt chez lui, 24 rue de la Pépinière. Le décès est déclaré à la mairie par Adolphe-Emile, fils du général de L'Isle de Falcon vicomte de Saint-Geniès.

## Sépulture
Le général est inhumé au cimetière de Montmartre (sépulture 611 P 1850, 1re division, 2e ligne, 25 Chemin des Gardes) où il repose aujourd'hui avec son épouse, leur fils Gonzague et leur petite-fille Louise.

## Distinctions
- commandeur de la Légion d'honneur
- chevalier de Saint-Louis
- baron héréditaire sous Louis XVIII
- maréchal de camp sous Louis-Philippe
- chevalier de Saint-Vladimir de Russie
- chevalier de l'ordre noble de Hoenloe
- chevalier de Saint-Ferdinand d'Espagne

## Descendance
- Ernst de Saint-Geniès (1817-18..) qui épouse Jenny de l'Isle de Falcon de Saint-Geniès, fille du général.
- Gonzague de Saint-Geniès (1820-1889) : saint-cyrien (promotion "Des Cendres"), officier de hussards, démissionnaire, officier de garde nationale mobile en 1870, chevalier de la Légion d'honneur
- Pierre de Saint-Geniès (1850-19..) : saint-cyrien (promotion "Du 4 août 1870"), officier de chasseurs à cheval, cité à l'ordre du 5e chasseurs pendant le siège de Verdun
- Gonzague de Saint-Geniès (1917-1944) : croix de guerre, mentioned in despatches, chef du circuit DIRECTOR du Special Operations Executive, tué en service commandé à Dole (Jura)
- Le titre de baron de Saint-Geniès a été repris par les descendants d'Isabelle de La Valette, sœur de Gonzague.

## Sources et Bibliographie

### Sources
- Service Historique de la Défense
- Archives de la Ville de Paris
- Archives départementales de Tarn-et-Garonne
- Archives nationales